# Branislau Samoilau
Bronislav Olegovich Samoylov (nascido em 25 de maio de 1985) é um ciclista profissional olímpico bielorrusso. Representou sua nação nos Jogos Olímpicos de Verão de 2012, na prova de corrida individual em estrada, terminando em 78º lugar.